# Tweede Kamerverkiezingen 1989/Kandidatenlijst/Milieu Defensie Partij 2000+
Dit is de kandidatenlijst voor de Tweede Kamerverkiezingen 1989 van de Milieu Defensie Partij 2000+. De partij deed alleen mee in kieskring 6 ('s-Gravenhage).

## De lijst
1. John Gouweloos - 98 stemmen
2. Désirée Stahlecker - 12
3. Johan Bierman - 6
4. Monique Koenen-van Zwet - 1
5. Barend Zuurmond - 2
6. Eva Ruiter - 2
7. Harro Spoelstra - 1
8. Astrid Lindenhof - 1
9. Rene van Toor - 1
10. Dorien Bakker - 4
11. Gerard van der Garde - 0
12. Els Glorius - 3
13. Robert André Maxime Voorhoeve - 2
14. Marjolijn Hoeve-van Hees - 1
15. Jan de Bruyne - 0
16. Joke de Haan - 3
17. Piet Roeleveld - 0
18. Louise Stauder - 1
19. John Haverkate - 0
20. Oswalda Spoelstra - 0
21. Jan van der Voort - 1
22. Annie Middendorp - 5
23. Erik Kabelar - 0
24. Maria Boersma-Salm - 0
25. Wil Raat - 1
26. Marie Guit-Prikaska - 1
27. Meindert Pompen - 2

CDA · PvdA · VVD · D66 · SGP · Groen Links · GPV · RPF · VCN · SP · Humanistische Partij · Milieu Defensie Partij 2000+ · PDS · Realisten Nederland · AWP · Bejaarden Centraal · Vrouwenpartij · Socialistische Minderheden Partij · Centrumdemocraten · De Groenen · PPvO · VMP · SAP · Grote Alliance Partij · Staatkundige Federatie